# Vasco Fernandes (futbolista)
Vasco Herculano Salgado Cunha Mango Fernandes (Olhão, Portugal, 12 de noviembre de 1986), más conocido como Vasco Fernandes, es un futbolista portugués que juega de defensa en el G. D. Chaves de la Primeira Liga.

## Trayectoria
Vasco Fernandes se formó en las categorías inferiores del Olhanense, equipo de su ciudad natal, siendo cedido en la temporada 2005/2006 al Girondins de Bourdeaux. Tras una campaña en el país galo regresó a su club de origen, el Olhaenense, hasta que el Salamanca  se interesó por él. En la temporada 2007/2008 debutó en la Segunda División con el conjunto salmantino, llegando a participar en 18 encuentros. La temporada 2008/2009 militó en las filas del Leixões, equipo revelación de la Primera División portuguesa. La posterior campaña 2009/2010 recaló como cedido en el Celta de Vigo.

## Selección nacional
Nacido en Portugal e hijo del exfutbolista Herculano, natural de Guinea-Bisáu que jugó principalmente para el Olhanense, Vasco Fernandes era elegible tanto para el país lusitano como para su excolonia africana. En primera instancia, ha sido internacional con la selección de fútbol sub-21 de Portugal. Para 2014, cambió en favor del combinado absoluto de Guinea-Bisáu, que lo convocó en julio de ese año para disputar la segunda fase de la clasificación para la Copa Africana de Naciones de 2015, ante Botsuana en partidos de ida y vuelta.

## Clubes
| Club                                | País     | Año       |
| ----------------------------------- | -------- | --------- |
| S. C. Olhanense                     | Portugal | 2005-2008 |
| F. C. Girondins de Burdeos (cedido) | Francia  | 2005-2006 |
| U. D. Salamanca (cedido)            | España   | 2007-2008 |
| Leixões S. C.                       | Portugal | 2008-2010 |
| R. C. Celta de Vigo (cedido)        | España   | 2009-2010 |
| Elche C. F.                         | España   | 2010-2011 |
| S. C. Beira-Mar                     | Portugal | 2011-2012 |
| S. C. Olhanense                     | Portugal | 2012-2013 |
| F. C. Platanias                     | Grecia   | 2013-2014 |
| Aris Salónica F. C.                 | Grecia   | 2014-2015 |
| CS Pandurii Târgu Jiu               | Rumania  | 2015-2016 |
| Vitória F. C.                       | Portugal | 2016-2019 |
| Ümraniyespor                        | Turquía  | 2019-2021 |
| G. D. Chaves                        | Portugal | 2021      |
| Casa Pia A. C.                      | Portugal | 2021-2024 |
| G. D. Chaves                        | Portugal | 2024-     |